# ANTI-
ANTI- es una compañía discográfica estadounidense fundada en 1999 como sello gemelo de Epitaph Records.
Mientras que Epitaph es responsable de la publicación durante la última década de música cercana al punk rock, los artistas bajo la compañía ANTI- incluyen géneros musicales más variados, desde el country (Merle Haggard), el hip hop (Sage Francis), el reggae (Michael Franti), el soul (Bettye LaVette), el folk (The Swell Season), el rap (One Day as a Lion) y el indie rock (Islands) y Tom Waits. 
Dirigida por Andy Kaulkin, ANTI- se dio a conocer con la publicación del álbum de Tom Waits Mule Variations, ganador del Grammy al mejor álbum de folk contemporáneo en 2000. Junto a Tom Waits, otros artistas veteranos como Solomon Burke, Bettye LaVette y Marianne Faithfull han fichado por ANTI- tras abandonar otras compañías.

## Artistas en ANTI- Records
- Mose Allison[2]
- Antibalas
- Buju Banton
- Blackalicious
- Billy Bragg
- Book of Knots
- Booker T.
- Calexico
- Solomon Burke
- Busdriver
- Kate Bush
- Cadence Weapon
- Neko Case
- Nick Cave and the Bad Seeds
- Danny Cohen
- The Coup
- Dead Man's Bones
- Deafheaven
- DeVotchKa
- Dr. Dog
- Ramblin' Jack Elliott
- Roky Erickson[3]
- Marianne Faithfull
- Tim Fite
- The Frames
- Sage Francis
- Michael Franti
- Galactic
- A Girl Called Eddy
- Greg Graffin
- Grinderman[4]
- Merle Haggard
- Joe Henry
- Kelly Hogan
- Jolie Holland
- Islands[5]
- Eddie Izzard
- Daniel Lanois
- Bettye LaVette
- Sierra Leone's Refugee All Stars
- The Locust
- Lost in the Trees
- Jason Lytle (Grandaddy)
- Man Man
- Bob Mould
- Muggs
- Os Mutantes
- N.A.S.A.
- One Day as a Lion
- Beth Orton
- Alec Ounsworth[4]
- Pete Philly & Perquisite
- The Promise Ring[6]
- Rain Machine
- The Robocop Kraus
- Sean Rowe[7]
- Xavier Rudd
- Screaming Lights
- Elliott Smith
- Solillaquists of Sound
- Spoon
- Mavis Staples
- Joe Strummer
- The Swell Season
- Yann Tiersen[8]
- Tricky
- Porter Wagoner
- Tom Waits
- William Elliott Whitmore
- The Weakerthans
- Wilco
- Youth Group
- Title Fight[9]
- Glitterer